# Livets ändhållplats
II: Livets ändhållplats — второй студийный альбом шведской депрессивно-суицидальной блэк-метал-группы Shining, выпущенный 27 августа 2001 года на лейбле Selbstmord Services. В 2005 (CD), 2021 и 2022 годах (винил) был переиздан лейблом Osmose Productions. Альбом получил положительные отзывы от музыкальных критиков.

## Отзывы критиков
Альбом получил положительные отзывы от музыкальных критиков. Рецензент портала metal.de Даниэль пишет: «Shining выдают здесь отличный блэк-метал „под старину“ без каких-либо слабых мест — даже атмосфера гармонична — но лично мне не хватает той души, которая была в изобилии на старых альбомах». В рецензии для сайта Metal Storm KwonVerge про релиз написал так: «Shining удалось сочинить действительно отличный альбом, состоящий из 6 композиций, первые три из которых прекрасны и вдохновенны, а последние — просто идеальны, подготавливая слушателя к встрече со своей гибелью».

## Список композиций
| №                   | Название                                 | Длительность |
| ------------------- | ---------------------------------------- | ------------ |
| 1.                  | «Ett liv utan mening»                    | 7:34         |
| 2.                  | «Att med kniv göra sig illa»             | 2:08         |
| 3.                  | «Ännu ett steg närmare total utfrysning» | 10:19        |
| 4.                  | «Död»                                    | 7:37         |
| 5.                  | «Svart (ur Dagerman's perspektiv)»       | 7:13         |
| 6.                  | «Livets ändhållplats»                    | 9:18         |
| Общая длительность: | Общая длительность:                      | 44:09        |

## Участники записи
- Никлас Кварфорт — вокал, гитара, клавишные, тексты песен
- Tusk — бас-гитара
- Wedebrand — ударные